# Karel Koželuh
Karel Koželuh (Praga, Imperi Austrohongarès, 7 de març de 1895 – Praga, Txecoslovàquia, 27 d'abril de 1950) va ser un dels millors esportistes de Txèquia en tennis, futbol i hoquei sobre gel durant les dècades de 1920 i 1930. Koželuh no va jugar mai en els tornejos més importants del tennis amateur, tot i que va ser un atleta complet de nivell molt elevat.

## Biografia
Va néixer a Praga, Imperi Austrohongarès (actualment Txèquia), en una família formada per vuit germans i dues germanes. Va començar a jugar a rugbi, llavors futbol, i fins als setze anys no va descobrir el tennis. El seu germà petit Jan Koželuh també fou tennista.
L'any 1914 es va unir a l'equip de futbol Sparta Praga, i posteriorment també va jugar en els equips DFC Prag (Praga), Teplitzer FK (Teplice) i Wiener AC (Viena). Va formar part de la selecció internacional de futbol d'Àustria i Txecoslovàquia. L'any 1925 va ser membre de la selecció nacional d'hoquei sobre gel txecoslovac en el campionat europeu, en el qual va marcar el gol de la victòria en la final.
Fou inclòs en l'International Tennis Hall of Fame l'any 2006.
Va morir en un accident de trànsit als afores de Praga el 27 d'abril de 1950.

## Carrera esportiva
Va esdevenir entrenador professional sent molt jove, però això li va impedir participar en torneigs amateurs com a jugador i només va poder disputar els pocs torneigs professionals que es disputaven en aquella època. Quan es va inaugurar el circuit professional als Estats Units, va ser un dels primers tennistes en unir-s'hi gràcies a les gestions de Vincent Richards, i hi va debutar l'any 1929 amb resultats positius.
Va tenir una gran rivalitat amb Bill Tilden, dominador en aquella època, amb qui va fer diverses gires als Estats Units i a Europa. Va guanyar la majoria dels diversos torneigs professionals més destacats com el United States Pro Championship, el Championnat International de France Professionnel, la Bristol Cup o el World Pro.

## Torneigs de Pro Slam

### Individual: 8 (4−4)
| Resultat  | Núm. | Any  | Torneig                             | Oponent          | Marcador                |
| --------- | ---- | ---- | ----------------------------------- | ---------------- | ----------------------- |
| Finalista | 1.   | 1928 | U.S. Pro Tennis Championships       | Vincent Richards | 6−8, 3−6, 6−0, 2−6      |
| Guanyador | 1.   | 1929 | U.S. Pro Tennis Championships       | Vincent Richards | 6−4, 6−4, 4−6, 4−6, 7−5 |
| Guanyador | 2.   | 1930 | Championnat de France Professionnel | Albert Burke     | 6−1, 6−2, 6−1           |
| Finalista | 2.   | 1930 | U.S. Pro Tennis Championships (2)   | Vincent Richards | 6−2, 8−10, 3−6, 4−6     |
| Guanyador | 3.   | 1932 | U.S. Pro Tennis Championships (2)   | Hans Nüsslein    | 6−2, 6−3, 7−5           |
| Finalista | 3.   | 1934 | U.S. Pro Tennis Championships (3)   | Hans Nüsslein    | 4−6, 2−6, 6−1, 5−7      |
| Finalista | 4.   | 1935 | U.S. Pro Tennis Championships (4)   | William Tilden   | 6−0, 1−6, 4−6, 6−0, 4−6 |
| Guanyador | 4.   | 1937 | U.S. Pro Tennis Championships (3)   | Bruce Barnes     | 6−2, 6−3, 4−6, 4−6, 6−1 |